# Chris Bergström
Chris Bergström (Alkmaar, 9 maart 1987) is een Nederlands presentator. Hij presenteert de Man man man, de podcast. Hij verwierf bekendheid als sidekick van Wietze de Jager op Radio 538. 

## Loopbaan
Bergström werkte lange tijd als producer bij BNNVARA, waar hij programma's op NPO 3FM maakte. Toen hij daar stopte werkte hij even als producer bij Qmusic.
Daarna ging hij aan het werk als producer en sidekick bij Radio 538. Hij maakte samen metWietze de Jager diens radioprogramma's. In 2021 won hij een RadioFreak award voor beste sidekick, vlak nadat hij had aangekondigd te stoppen met die werkzaamheden.

### Man man man de podcast
Bergström maakt sinds 2018 samen met Bas Louissen en Domien Verschuuren de podcast Man man man de podcast. Voor deze podcast ontvingen zij onder andere de Gouden Podcastaward. Samen met Bas Louissen en Domien Verschuuren heeft hij ook het boek Man man man, het boek geschreven  en een theatertour gedaan..

Hij heeft ook de podcast Ik zet mijn geld aan het werk gemaakt.